# Часовая пушка

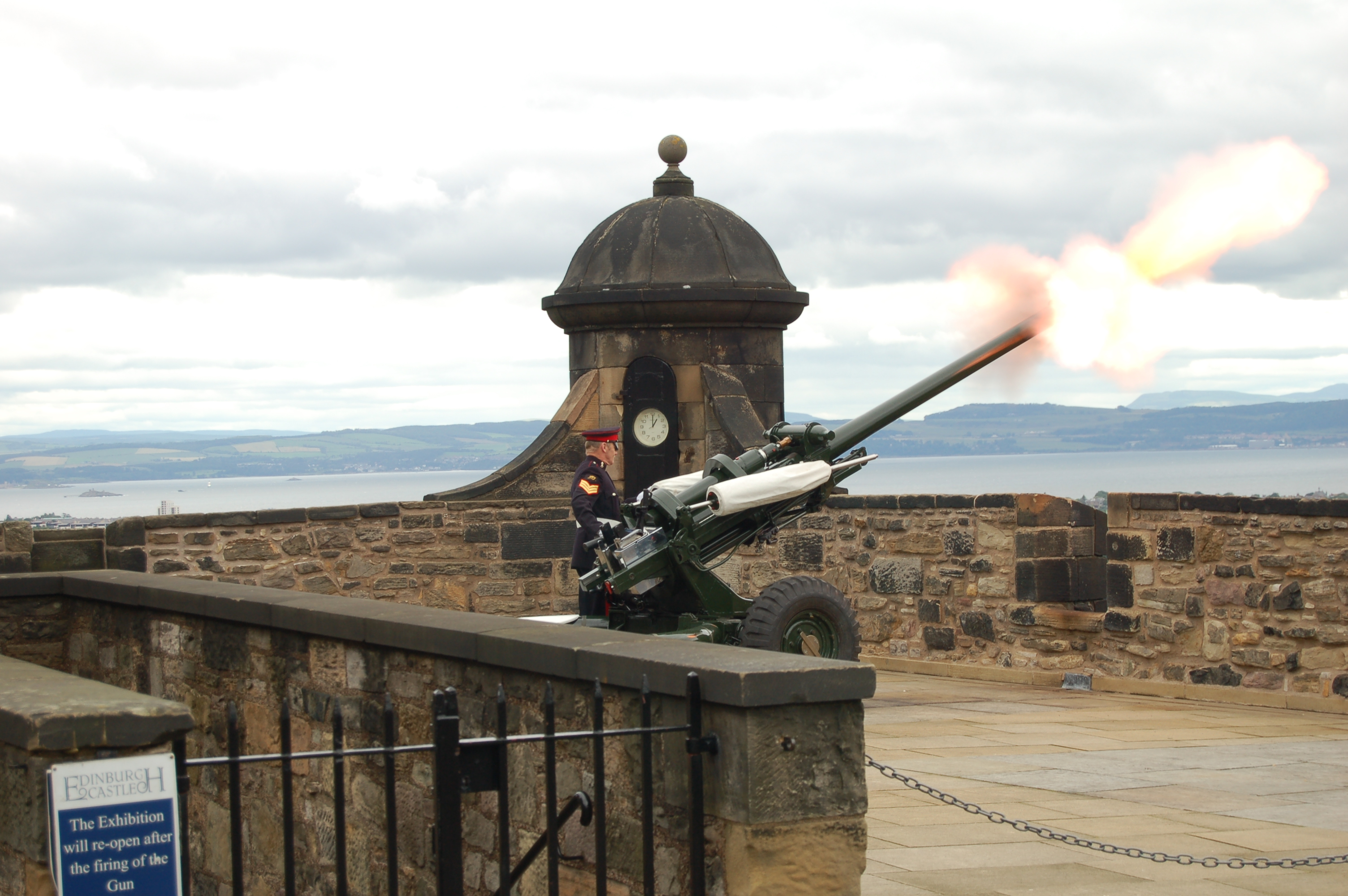
Выстрел «Часовой пушки». 25 июня 2007 года, 13:00.

Часовая пушка (англ. One O'Clock Gun) — артиллерийское орудие на стене Эдинбургского замка, из которого ежедневно кроме воскресений, Страстной пятницы и Рождества в час дня производится выстрел.
Традиция существует с 7 июня 1861 года и первоначально была введена, как часть аудиовизуальной системы корректировки времени для судов, совершавших навигацию в порту Лита и заливе Ферт-оф-Форт. Поскольку точность часов того времени зачастую была весьма условна, для их корректировки часто применялся некий централизованный сигнал. В 1852 году в качестве такового на башне Монумента Нельсона на Колтон-Хилл был установлен сигнальный «Шар времени», аналогичный таковому на башне Гринвичской обсерватории. Ежедневно в 12:55 шар, связанный с механизмом башенных часов, поднимался на невысокую мачту. При прохождении минутной стрелки через 12 часов шар автоматически падал вниз. Через девять лет визуальный сигнал шара дополнили выстрелом из пушки, установленной на Батарее Полумесяца Эдинбургского замка. Правда, в отличие от шара, выстрел не мог служить абсолютным эталоном из-за относительно низкой скорости звука — разные районы города слышали звуковой сигнал в разное время, и экипажам кораблей приходилось учитывать расстояние до орудия.
Первые выстрелы производились вручную, но вскоре после установки орудия оно было синхронизировано с «шаром времени» на Каттон-хилл посредством электрокабеля длиной 4020 футов (1237 метров) и весом 330 фунтов (150 кг). Провод был протянут над центром города на высоте 240 футов (73 метра). Для своего времени это было самое длинное кабельное соединение в мире. Тем не менее, сегодня выстрел производится вручную, по небольшим стационарным часам возле орудия.
Что касается самого орудия, то изначально это было 18-фунтовое дульнозарядное орудие. В 1913 году его сменила казнозарядная 32-фунтовая пушка, а в мае 1952-го — 25-фунтовая гаубица. Тогда же пушка перекочевала на своё нынешнее место позади Батареи Аргайла. В настоящий момент выстрелы производятся из 105-мм полевой пушки L118, установленной в 2001 году.
Начиная с 1861 года, орудие исправно сообщало точное время каждый день, за исключением периодов Первой и Второй мировой войны. Правда, в апреле 1916 года «Часовая пушка» всё-таки стреляла, причём в реальной боевой обстановке — её целью был немецкий цеппелин, сбрасывавший на город зажигательные бомбы. Это был единственный случай боевого применения «Часовой пушки» и единственный эпизод вооружённой обороны Эдинбургского замка в XX веке.